# Cerkiew Przemienienia Pańskiego w Kryłowie
Cerkiew Przemienienia Pańskiego – prawosławna cerkiew w Kryłowie, istniejąca w latach 1911–1938.

## Historia

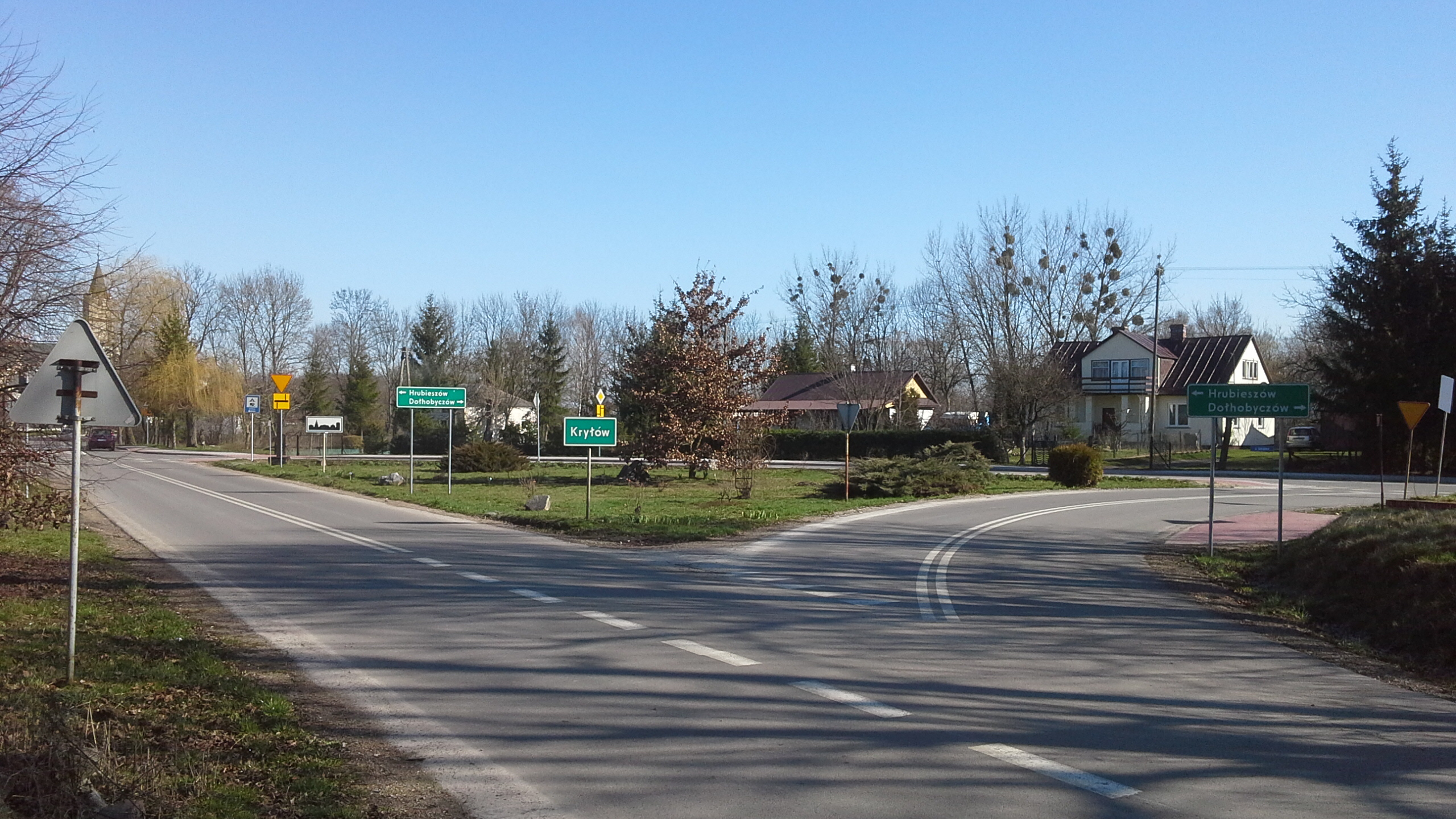
Miejsce po cerkwi w Kryłowie

Cerkiew została wzniesiona w latach 1910–1911 według projektu Aleksandra Puringa. Środki finansowe na budowę obiektu pochodziły z datku małżeństwa Paschałowów z Moskwy oraz z datków miejscowych wiernych prawosławnych. Starszą, drewnianą świątynię parafia przekazała do wsi Biskupicze (ob. w granicach Nowowołyńska). Budynek w 1911 poświęcił biskup chełmski Eulogiusz. Projekt Puringa wykorzystany przy budowie cerkwi w Kryłowie został również zastosowany w czterech innych świątyniach wzniesionych w tym samym okresie w eparchii chełmskiej: w Krupem, Oszczowie, Topólczy i Sławatyczach.
Cerkiew została zburzona 8 czerwca 1938 w ramach akcji polonizacyjno-rewindykacyjnej. W czasie jej rozbiórki wynajęci robotnicy zerwali kopuły i dach, wybili okna, pozostawili jednak część murów zewnętrznych budynku z namalowanymi na nich postaciami świętych. W czasie II wojny światowej zniszczony obiekt został odnowiony i przywrócony do użytku liturgicznego. Po wojnie cerkiew służyła jako dom ludowy, po czym została rozebrana.
Obiekt znajdował się przy dzisiejszej ulicy Hrubieszowskiej, obecnie na miejscu tym znajduje się skwer. 19 sierpnia 2009 na miejscu zniszczonej świątyni odbyło się prawosławne nabożeństwo upamiętniające jej istnienie.